# 魅力資訊頻道
亞洲電視魅力資訊頻道（簡稱aTV4，英語：Her TV）于2007年12月31日起开播。主打購物、潮流及娛樂等有關資訊性的節目，也会播出电视剧。
2008北京奧運舉行期間改名為奧運14台，聯同本港台、奧運13台、奧運15台及高清奧運19台全天候多角度地直播奧運賽事。
2009年4月1日6:00，该频道停播，停播后原14频道转由全天转播中天亚洲台，直至2011年4月1日为止。

## aTV Digit Icon
亞洲電視與著名國際模特兒公司 Icon Models 攜手合作，嚴選十位亞洲一級模特兒為亞洲電視的 Image Girls，她們將以最瑰麗性感的造型成為亞洲電視及數碼頻道之魅力資訊頻道（Her TV）的代言人（Digit Icon），她們的職責將會是出席亞洲電視的大型活動及協助推廣亞洲電視各類節目。一級名模擔任 Image Girl 推廣電視頻道，是香港電視史上的一大突破。 